# Wijken en buurten in Oostzaan
De Nederlandse gemeente Oostzaan is voor statistische doeleinden onderverdeeld in wijken en buurten. De gemeente is verdeeld in de volgende statistische wijken:
- Wijk 00 (CBS-wijkcode:043100)

Een statistische wijk kan bestaan uit meerdere buurten. Onderstaande tabel geeft de buurtindeling met kentallen volgens het Centraal Bureau voor de Statistiek (2008):
| CBS-buurtcode | Buurtnaam                        | Inwonertal | Opp. totaal (ha) | Opp. land (ha) | Ligging                |
| ------------- | -------------------------------- | ---------- | ---------------- | -------------- | ---------------------- |
| BU04310000    | Kerkbuurt                        | 7140       | 410              | 349            | Locatie in de gemeente |
| BU04310001    | Zuideinde                        | 210        | 131              | 103            | Locatie in de gemeente |
| BU04310002    | Kerkstraat                       | 710        | 21               | 20             | Locatie in de gemeente |
| BU04310003    | De Haal en De Heul en Noordeinde | 1150       | 1052             | 677            | Locatie in de gemeente |